# Langue des signes maya yucatèque
La langue des signes maya yucatèque ou langue des signes nohya (en espagnol : Lengua de señas yucateca), est la langue des signes utilisée par les personnes sourdes et entendantes de régions rurales du sud du Yucatán, du nord du Quintana Roo au Mexique et peut-être également au Guatemala.

## Histoire
En 1976, Hubert Smith et Robert Johnson, lors d'un repérage pour un film, rencontrent 13 sourds dans un village d'environ 450 habitants. Tous utilisent une langue des signes entre eux, avec leur famille proche ainsi qu'avec d'autres membres de la communauté, certains possédant une bonne maîtrise de cette langue.
En 1987, Robert Johnson et Carol Erting de l'Université Gallaudet font une visitée d'étude et déterminent que la langue des signes est très bien intégrées dans les rapports sociaux. Un lexique est réalisé et montre que la langue contient la plupart des éléments structurels qui caractérisent les langues naturelles signées. Après 1987, trois autres enfants sourds naissent et comme leurs prédécesseurs, ils ne sont pas envoyés dans des pensionnats pour apprendre la langue des signes mexicaine.

## Caractéristiques
La langue des signes maya yucatèque n'est pas liée à la langue des signes mexicaine, guatémaltèque ou à aucune autre langue des signes. Elle était par le passé appelée « langue des signes nohya », un terme présumé protéger la population sourde.
Elle a sans doute été créée comme l'ont été toutes les autres langues villageoises à cause du fort taux de surdité congénitale rencontré (16 sourds pour 500 habitants correspond à 3,2% de surdité dans la population).
Cette langue des signes est utilisée dans des villages isolés des régions rurales du sud du Yucatán et du nord du Quintana Roo, notamment à Oxkutzcab, Xyatil et Carillo Puerto. Les différences lexicales entre les différentes régions n'ont pas été déterminées. L'utilisation d'une langue des signes similaire a aussi été rapportée au Guatemala.

## Utilisation
Les sourds sont entièrement monolingues, tandis que de 400 à 500 personnes entendantes l'utilisent comme langue secondaire. La langue des signes maya yucatèque semble bien intégrée dans la société locale et vraisemblablement utilisée dans tous les domaines dans lesquels les personnes sourdes participent. Elle est utilisée par des personnes de tout âge.